# Experimento de Rüchardt
|                                                |  |
| Versión original y modernizada del experimento |  |

El experimento de Rüchardt, inventado por Eduard Rüchardt, es un experimento famoso en termodinámica que determina la relación de las capacidades de calor molar de un gas, es decir, la relación de  {\displaystyle C_{\text{p}}} (capacidad calorífica a presión constante) y  {\displaystyle C_{\text{V}}} (capacidad calorífica a volumen constante), y se denota por {\displaystyle \gamma } (gamma, para gas ideal) o {\displaystyle \kappa } (kappa, exponente isentrópico, para gas real). 
El experimento produce directamente la relación de capacidad calorífica o índice adiabático del gas, que es la relación entre la capacidad calorífica a presión constante y la capacidad calorífica a volumen constante. Los resultados a veces también se conocen como el factor de expansión isentrópica. 

## Antecedentes
Si un gas se comprime adiabáticamente, es decir, sin salida de calor del sistema, la temperatura aumenta (debido al aumento de presión) a una velocidad mayor con respecto a la compresión isotérmica, donde el trabajo realizado se disipa como calor. El exponente {\displaystyle \kappa }, con el que la expansión del gas se puede calcular mediante la aplicación de calor, se llama coeficiente isentrópico o adiabático. Su valor se determina mediante el experimento de Rüchardt. 
Un cambio de estado de realizado de forma adiabática y reversible es isentrópico (la entropía S permanece constante mientras la temperatura T asciende). La técnica suele ser un cambio de estado adiabático. Por ejemplo, una turbina de vapor no es isentrópica, ya que los procesos de fricción, estrangulación y choque producen entropía. 

## Experimento

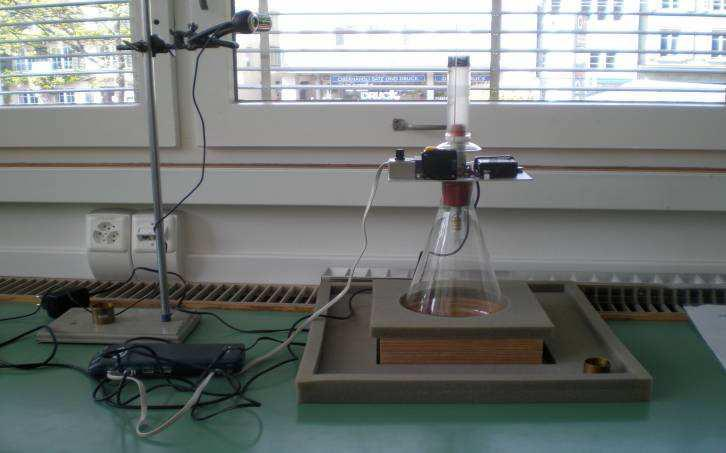
Experimento Rüchardt, recipiente de vidrio con pistón y sensores Logger Pro P, V, T

Un experimento típico consiste en un tubo de vidrio de volumen V y de sección transversal A que está abierto en uno de sus extremos. Una bola (o a veces un pistón) de masa m con la misma sección transversal, que crea un sello hermético, puede caer bajo la gravedad g . El gas atrapado se comprime primero por el peso del pistón, lo que conduce a un aumento de la temperatura. En el curso de la caída del pistón, se crea un colchón de gas y el pistón rebota. Se produce una oscilación armónica que se amortigua lentamente. El resultado es una secuencia rápida de expansión y compresión del gas. La imagen muestra una versión revisada de la configuración original de Rüchardt: la esfera que oscila dentro del tubo se reemplaza aquí por un "extractor de leche" que actúa como un pistón de vidrio oscilante. En esta nueva configuración, tres sensores permiten medir en tiempo real las oscilaciones del pistón, así como las oscilaciones de presión y temperatura del aire dentro de la botella.

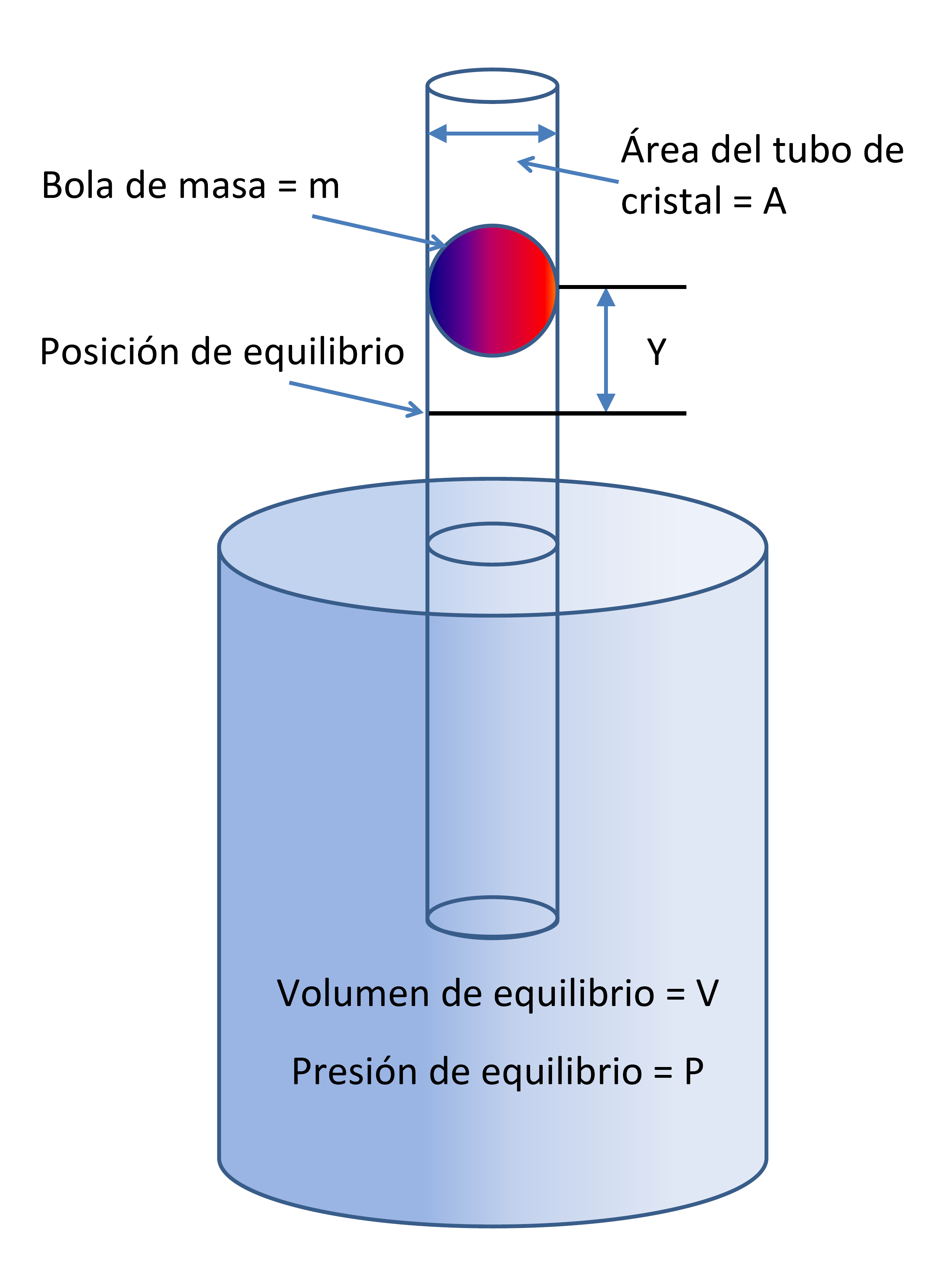
Figura 1: Diagrama conceptual del experimento.

De acuerdo con la Figura 1, el pistón dentro del tubo está en equilibrio si la presión P dentro de la botella de vidrio es igual a la suma de la presión atmosférica P0 y el aumento de presión debido al peso del pistón: 
| {\displaystyle P=P_{0}+{\frac {mg}{A}}} | \| \| \| \| \| \| \| \| | (Eq. 1) |
|                                         |                         |         |
|                                         |                         |         |

Cuando el pistón se mueve más allá del equilibrio en una distancia dx, la presión cambia en dp. Se ejercerá una fuerza F sobre el pistón, igual a
| {\displaystyle F=A\mathrm {d} P} | \| \| \| \| \| \| \| \| | (Eq. 2) |
|                                  |                         |         |
|                                  |                         |         |

De acuerdo con la segunda ley de Newton del movimiento, esta fuerza generará una aceleración:
| {\displaystyle a={\frac {\mathrm {d} ^{2}x}{\mathrm {d} t^{2}}}={\frac {A}{m}}\mathrm {d} P} | \| \| \| \| \| \| \| \| | (Eq. 3) |
|                                                                                              |                         |         |
|                                                                                              |                         |         |

Como este proceso es adiabático, la ecuación para el gas ideal (ecuación de Poisson) es
| {\displaystyle PV^{\gamma }=\mathrm {constante} } | \| \| \| \| \| \| \| \| | (Eq. 4) |
|                                                   |                         |         |
|                                                   |                         |         |

Diferenciando la ecuación anterior se obtiene
| {\displaystyle V^{\gamma }\mathrm {d} P+\gamma PV^{\gamma -1}\mathrm {d} V=0} | \| \| \| \| \| \| \| \| | (Eq. 5a) |
|                                                                               |                         |          |
|                                                                               |                         |          |

| {\displaystyle \mathrm {d} P=-{\frac {\gamma P}{V}}\mathrm {d} V} | \| \| \| \| \| \| \| \| | (Eq. 5b) |
|                                                                   |                         |          |
|                                                                   |                         |          |

Si el pistón se mueve a distancia {\displaystyle dx} en el tubo de vidrio, el cambio de volumen correspondiente será
| {\displaystyle \mathrm {d} V=Adx} | \| \| \| \| \| \| \| \| | (Eq. 6) |
|                                   |                         |         |
|                                   |                         |         |

Al sustituir la ecuación Eq. 5b en la ecuación Eq. 3, podemos reescribir la Eq. 3 de la siguiente manera:
| {\displaystyle {\frac {\mathrm {d} ^{2}x}{\mathrm {d} t^{2}}}+{\frac {\gamma PA^{2}}{mV}}x=0} | \| \| \| \| \| \| \| \| | (Eq. 7) |
|                                                                                               |                         |         |
|                                                                                               |                         |         |

Resolviendo esta ecuación y reordenando los términos se obtiene la ecuación diferencial de una oscilación armónica cuya frecuencia angular ω es
| {\displaystyle \omega ={\sqrt {\frac {\gamma PA^{2}}{mV}}}} | \| \| \| \| \| \| \| \| | (Eq. 8) |
|                                                             |                         |         |
|                                                             |                         |         |

Y el período T de oscilación será 
| {\displaystyle T={\frac {2\pi }{\omega }}=2\pi {\sqrt {\frac {mV}{\gamma P{A}^{2}}}}} | \| \| \| \| \| \| \| \| | (Eq. 9) |
|                                                                                       |                         |         |
|                                                                                       |                         |         |

Midiendo el período de oscilación T y la presión relativa P en el tubo, se puede obtener el coeficiente adiabático mediante la siguiente expresión:
| {\displaystyle {\gamma }={\frac {4\pi ^{2}mV}{A^{2}PT^{2}}}} | \| \| \| \| \| \| \| \| | (Eq. 10) |
|                                                              |                         |          |
|                                                              |                         |          |

## Lista de varias versiones del experimento de Rüchardt
- En 1929, Rinkel propuso un método diferente para calcular {\displaystyle \gamma }. Mientras usaba el aparato Rüchardt[6], observó que se puede demostrar que la distancia vertical L que cae la esfera antes de que comience a elevarse es {\displaystyle L={\frac {2mgV}{PA^{2}\gamma }}}, por lo que {\displaystyle \gamma } puede calcularse a partir de valores medidos de L, m, V, P y A.
- En 1951, Koehler[7] (y más tarde, en 1972, Flammersfeld[8]) introdujo un truco en la configuración original de Rüchardt para aumentar el número de oscilaciones, que están limitadas por la inevitable fricción-amortiguación y la fuga de gas (a través del sello del tubo del pistón ): hicieron un agujero delgado en el tubo (a media altura) y proporcionaron una bomba de alimentación de gas para mantener constante la presión dentro del recipiente. Al recortar adecuadamente el flujo de entrada de gas (a través de una válvula de estrangulamiento) obtuvieron el siguiente resultado: durante las oscilaciones, el pistón es empujado hacia arriba por la sobrepresión de gas hasta que cruza la posición del orificio. Entonces la fuga de gas a través del orificio reduce la presión y el pistón retrocede. La fuerza que actúa sobre el pistón varía a una velocidad regulada por la frecuencia de oscilación del pistón que conduce a una oscilación forzada. El ajuste fino de la válvula de mariposa permite alcanzar la amplitud máxima en la resonancia.
- En 1958, Christy y Rieser[9] utilizaron solo una bomba de alimentación de gas para estabilizar la presión del gas.
- Hafner[10] encontró una solución ligeramente diferente en 1964[10] utilizando un tubo cónico (ligeramente más ancho en la parte superior).
- En 1959, Taylor[11] usó una columna de mercurio que oscilaba dentro de un tubo en forma de U en lugar de la esfera de Rüchardt.
- En 1964, Donnally y Jensen[12] usaron una carga variable unida a la esfera de Rüchardt para permitir mediciones de frecuencia con diferentes masas oscilantes.
- En 1967, Lerner[13] sugirió una versión modificada del método Taylor (con mercurio reemplazado por agua).
- En 1979, Smith[14] informó una versión simplificada del complejo método de resonancia de Rüchardt, originalmente inventado por Clark y Katz,[15] en el que un pistón magnético oscilante es impulsado a resonancia por una bobina externa.
- En 1988, Connolly[16] sugirió el uso de un sensor fotoeléctrico para medir con mayor precisión la frecuencia de la esfera de Rüchardt.
- En 2001, Severn y Steffensen[17] utilizaron un transductor de presión para controlar las oscilaciones de presión en la configuración original de Rüchardt.
- En 2001, Torzo, Delfitto, Pecori y Scatturin[18] implementaron una versión del aparato Rüchardt (la que se muestra en la imagen superior) usando tres sensores: un sonar que monitoriza las oscilaciones del extractor y sensores de presión y temperatura que monitorizan los cambios en presión y temperatura dentro del recipiente de vidrio.